# Saint-Bohaire
Saint-Bohaire là một xã thuộc tỉnh Loir-et-Cher miền trung nước Pháp.